# Brignac (Hérault)
Brignac – miejscowość i gmina we Francji, w regionie Oksytania, w departamencie Hérault.
Według danych na rok 1990 gminę zamieszkiwało 317 osób, a gęstość zaludnienia wynosiła 68 osób/km² (wśród 1545 gmin Langwedocji-Roussillon Brignac plasuje się na 615. miejscu pod względem liczby ludności, natomiast pod względem powierzchni na miejscu 1026.).